# Disparition de Maura Murray
Pour les articles homonymes, voir Murray.
La disparition de Maura Murray, une étudiante infirmière de 21 ans née le 4 mai 1982 à Hanson (Massachusetts), s'est produite durant la soirée du 9 février 2004 sur une route de Woodsville dans le New Hampshire.
Sa disparition reste non résolue.

## Enfance et adolescence
Maura Murray est née le 4 mai 1982 à Hanson dans le Massachusetts dans une famille d'origine irlandaise catholique. Elle est la quatrième des cinq enfants de Frederick et Laurie Murray, avec deux sœurs et un frère plus âgés (Kathleen, Julie et Fred) et un frère cadet, Kurt. Les parents divorcent alors qu'elle a six ans et elle vivra principalement avec sa mère à la suite de cette séparation. Maura Murray obtient son diplôme de l'enseignement secondaire au lycée Whitman-Hanson dont elle faisait partie de l'équipe d'athlétisme.
Après sa scolarité, elle entre à l'Académie militaire de West Point à New York où elle étudie le génie chimique pendant trois semestres. Au cours de ses études, elle est surprise à voler du maquillage (pour une valeur de moins de 5 dollars) lors d'un voyage d'étude, ce qui constitue une violation du code d'honneur de l'académie. À la suite d'un accord avec l'institution, elle quitte West-Point de son plein gré ce qui lui évite le renvoi officiel, lui permettant de s'inscrire à l'école de soins infirmiers de l'université du Massachusetts.

## Avant la disparition
Plusieurs événements survenus quelques mois avant la disparition de Maura Murray ont intéressé les enquêteurs.
En novembre 2003, elle a reconnu avoir utilisé une carte de paiement déclarée volée pour payer dans plusieurs restaurants, les poursuites étant abandonnées le mois suivant pour bonne conduite.
Dans la soirée du 5 février 2004, elle a une conversation téléphonique avec sa sœur aînée Kathleen qui lui confie avoir des problèmes relationnels avec son fiancé. Vers 22 h 30, alors que Maura est toujours à son poste de vigile du dortoir, elle fond en larmes et son supérieur la retrouve dans un état d'hébétude profond en arrivant dans son bureau. Il la raccompagne dans sa chambre vers 1 h 30 du matin et lui demande ce qui ne va pas. Maura répond simplement : « Ma sœur » sans donner plus de précisions. Le contenu de cette conversation restera inconnu jusqu'en 2017, lorsque Kathleen en dévoilera les détails : son fiancé de l'époque l'avait emmenée dans un magasin vendant de l'alcool alors qu'elle était alcoolique abstinente.
Le samedi 7 février, le père de Maura, Frederick, arrive à Amherst pour lui rendre visite. Il expliquera aux enquêteurs avoir fait du shopping avant d'aller dîner avec Maura et un ami de sa fille. Après le repas, Maura raccompagne son père à sa chambre de motel (42° 18′ 42″ N, 72° 37′ 31″ O) et lui emprunte sa Toyota Corolla pour se rendre à une fête sur le campus. A 3 h 30 du matin, alors qu'elle retourne au motel de son père, elle percute une glissière de sécurité sur la Massachusetts Route 9 (en) à Hadley (42° 23′ 05″ N, 72° 32′ 53″ O), endommageant fortement la voiture. L'agent appelé sur les lieux rédigera le constat d'accident et Maura, raccompagnée au motel de son père, reste dans sa chambre toute la matinée. A 4 h 49, elle téléphone à son petit ami avec le téléphone de son père, mais le contenu de la conversation reste inconnu.
Le dimanche matin, son père apprend que les dégâts de sa voiture seront couverts par son assurance. Il loue une voiture, dépose Maura à l'université et part pour le Connecticut. A 23 h 30, il appelle Maura pour lui rappeler de se procurer les formulaires d'accident auprès du Registry Motor Vehicles (en). Au terme de cette discussion, ils conviennent de se rappeler le lendemain pour remplir la déclaration d'assurance par téléphone.

## La disparition
Peu après minuit, le 9 février 2004, Maura effectue des recherches sur MapQuest afin de trouver un itinéraire pour se rendre aux Berkshires, et à Burlington dans le Vermont.
Toujours le 9 février, à 13 h 00, elle envoie un courriel à son petit ami disant : « J'ai reçu tes messages, mais je n'avais envie de parler à personne, je t'appellerai ce soir ». Elle appelle également le propriétaire d'une location où sa famille était déjà allée en vacances. L'appel dure trois minutes et, interrogé plus tard, le propriétaire déclarera ne pas avoir loué sa propriété à la jeune femme. A 13 h 13, elle passe un second coup de téléphone à un camarade de classe pour des raisons inconnues.
A 13 h 24, Maura envoie un courriel à son superviseur pour l'informer qu'elle sera absente pendant une semaine à cause d'un décès dans sa famille et qu'elle le recontactera à son retour. Au cours de l'enquête, on découvrira qu'il s'agissait d'un mensonge. A 14 h 05, elle appelle un numéro fournissant des informations sur les réservations d'hôtels à Stowe. L'appel dure environ 5 minutes. A 14 h 19, elle téléphone à son petit ami et lui laisse un message vocal en lui promettant qu'elle le rappellera plus tard. Cet appel a duré environ une minute.
Maura charge ensuite sa voiture (une Saturn S noire de seconde génération) avec des vêtements, des articles de toilette, des manuels scolaires et des pilules contraceptives.
A 15 h 30, elle quitte le campus au volant de sa voiture, les cours de l'université ayant été annulés à la suite d'une tempête de neige. Elle retire ensuite 280 dollars à un distributeur automatique à 15 h 40. Les images prises à ce moment-là par la caméra de vidéosurveillance sont les dernières avant sa disparition. Après ce retrait, Maura achète pour 40 dollars d'alcool avant de reprendre la route et passe ensuite chercher les formulaires liés à son accident de voiture avec la Toyota de son père.
Maura quitte ensuite Amherst entre 16 et 17 heures, vraisemblablement par l'interstate 91. Elle passe également un appel téléphonique pour vérifier sa messagerie vocale à 16 h 37, ce sera la dernière fois que son téléphone portable sera utilisé.
Peu après 19 heures, une habitante de Woodsville (en) dans le New Hampshire entend un choc. En regardant par la fenêtre, elle aperçoit une voiture encastrée contre un tas de neige sur le bas-côté de la Route 112 (en), appelée aussi Wild Ammonoosuc Road. Elle téléphone au bureau du shérif à 19 h 27 pour le prévenir. Selon les policiers, la dame aurait aussi déclaré avoir vu un homme fumer à l'intérieur de la voiture. Elle reviendra sur cette déclaration plus tard lors de l'enquête, affirmant qu'il s'agissait plutôt d'une lumière rouge pouvant être celle d'un téléphone portable. Au même moment, un autre voisin a également aperçu la voiture ainsi qu'un homme qui la contournait.
Peu après, un conducteur de bus scolaire qui rentrait chez lui passe devant la Saturn accidentée et aperçoit une jeune femme à côté de la voiture. Selon lui, elle n'était pas blessée mais tremblait et avait froid. Il lui propose son aide, mais la jeune femme décline, expliquant qu'elle a déjà appelé une dépanneuse et le prie de ne pas appeler la police. L'homme sait qu'à cet endroit les téléphones portables ne passent pas et décide d'appeler les secours à 19 h 43. Il expliquera plus tard qu'il lui était impossible de voir la voiture depuis sa maison, mais que plusieurs véhicules sont passés sur cette route pendant qu'il effectuait son appel. A noter qu'une habitante déclarera également être passée en voiture devant la Saturn à 19 h 37 et qu'un véhicule de police était garé devant, mais qu'il n'y avait personne sur les lieux. Cette déclaration est en contradiction avec les rapports officiels qui datent l'arrivée de la police 9 minutes plus tard.
Selon le registre officiel de la police d'Haverhill, la première voiture de police est arrivée sur les lieux à 19 h 46. Personne n'était présent autour de la voiture à ce moment-là.
D'après les premières constatations, la voiture était fortement endommagée après son impact : le phare gauche était cassé et le radiateur avait été poussé dans le ventilateur, rendant la voiture inutilisable. Le pare-brise était fissuré et les deux airbags s'étaient déclenchés. La voiture était également fermée. A l'intérieur et à l'extérieur, l'agent repère des traces rouges similaires à du vin, une bouteille de bière vide et un cubitainer en carton de vin Franzia. A l'intérieur de la voiture, il trouve également une carte AAA au nom de Murray, des constats d'accidents vierges, des gants, des disques compacts, du maquillage, des bijoux en diamants, l'animal en peluche préféré de Maura, un livre d'escalade à propos des White Mountains et deux itinéraires tirés de MapQuest indiquant la route en direction du Vermont. Il manquait la carte bancaire de Maura et son téléphone portable qui ne seront plus jamais utilisés.
La police a, par la suite, signalé que certaines des bouteilles d'alcool achetées avaient également disparu.
Le policier arrivé sur place et le chauffeur de bus qui avait appelé les secours parcourront la zone à la recherche de l'occupante du véhicule.
Un peu avant 20 heures, une ambulance et les pompiers arrivent sur place pour nettoyer les lieux de l'accident et à 20 h 49 la voiture est remorquée vers un garage de la région.
A 21 h 30, l'agent quitte les lieux à son tour après avoir découvert qu'un chiffon était coincé dans le silencieux de l'échappement de la Saturn.
Trois mois plus tard, un entrepreneur qui rentrait chez lui depuis la Franconie déclarera avoir aperçu un jeune homme se déplacer rapidement à pied en direction de l'est sur la route 112, à environ 6 ou 8 kilomètres de l'endroit où la voiture de Maura a été accidentée. Il a noté que le jeune portait un jean, un manteau sombre et une cagoule de couleur claire. Il expliquera avoir tardé à signaler cet événement car il n'était plus sûr de la date à laquelle il avait eu lieu. Ce n'est que plus tard qu'il se rendit compte qu'elle avait eu lieu le jour de la disparition de Maura.
Le lendemain à midi, les autorités déclarent officiellement Maura Murray disparue, presque vingt-quatre heures après qu'elle a été vue pour la dernière fois.

## L'enquête
Le 10 février à 12 h 36, le jour suivant sa disparition, une annonce officielle est publiée avec la description des vêtements qu'elle portait : un manteau noir, un jeans, et un sac à dos noir.
Un message est également laissé à 15 h 20 sur le répondeur de son père pour lui signaler la disparition de sa fille. Travaillant dans un autre État à ce moment-là, il n'a pas reçu directement la communication. C'est sa fille ainée Kathleen qui le prévient vers 17 h 00 de la disparition de Maura. Il téléphone alors au département de police d'Haverhill où on lui fait savoir que si Maura n'est pas réapparue le lendemain matin, une battue sera organisée.
Le père de Maura arrive à Haverhill le lendemain matin et des recherches sont entamées. Un des chiens policiers suivra l'odeur de Maura grâce à un de ses gants et parcourra une centaine de mètres vers l'est depuis l'endroit où sa voiture a été accidentée avant de perdre sa trace. Les policiers en concluent qu'elle est probablement montée dans une autre voiture à cet endroit-là. A 17 heures, le petit ami de Maura et ses parents arrivent à Haverhill. Il a été interrogé en privé, puis a été rejoint par ses parents pour un second interrogatoire. A 19 heures, la police avance l'idée que Maura aurait roulé jusqu'à cet endroit dans le but de s'enfuir ou de se suicider, une hypothèse que la famille juge peu probable. Entre temps, le petit ami de Maura rallume le téléphone portable qu'il avait éteint pendant son vol vers Haverhill et trouve un message sur sa boîte vocale. D'après lui, il pourrait s'agir de Maura sanglotant. L'appel est retracé jusqu'à un téléphone à carte appartenant à la Croix-Rouge américaine. Il n'a toutefois pas été prouvé que le message était bien de Maura.
Le 12 février, le père de Maura et son petit ami tiennent une conférence de presse en soirée à Bethlehem, dans le New Hampshire tandis que l'affaire fait les unes des journaux le lendemain.
Le 13 février à 15 h 05 la police fait savoir que Maura pourrait s'être dirigée vers Kancamagus Highway et qu'elle est signalée comme « disparue et potentiellement suicidaire ». Ce rapport signale également Maura comme ayant été en état d'ébriété, même si le chauffeur de bus avait indiqué qu'elle semblait être en possession de toutes ses facultés. Le chef de la police d'Haverhill ajoute craindre qu'elle ne soit « bouleversée et suicidaire ».
Une semaine après la disparition de Maura, son père et son petit ami ont été interviewés par CNN. La famille de Maura a étendu ses recherches au Vermont, consterné que les autorités n'aient pas été informées de sa disparition.
Dix jours après sa disparition, le FBI se joint aux recherches en utilisant notamment un hélicoptère équipé d'une caméra infrarouge et des chiens pisteurs. Participant aux battues, la sœur aînée de Maura trouvera un sous-vêtement féminin dans la neige, près de French Pond Road le 26 février. Les analyses ADN effectuées démontreront que ce sous-vêtement n'était pas à Maura.
Fin février, la police rend les affaires trouvées dans la voiture de Maura à ses parents. Le 2 mars, sa famille quitte le motel où elle résidait, visiblement épuisée par les recherches incessantes. Toutefois, le père de Maura reviendra presque chaque week-end pour continuer à chercher sa fille. En avril, la police d'Haverhill l'informe qu'elle a reçu une plainte contre lui pour intrusion sur une propriété privée.
En mars 2004, la disparition de Brianna Maitland à Montgomery dans le Vermont, à 110 kilomètres du dernier endroit où a été vue Maura, a attiré l'attention des médias et des forces de l'ordre en raison de certaines similitudes dans les événements. Toutefois, la police conclura qu'il n'y aucun lien entre les deux affaires. En avril et juin 2004, la police du New Hampshire et du Vermont ont écarté tout lien entre les cas de Maura Murray et celui de Brianna Maitland. Dans un communiqué de presse, ils ont déclaré que « Maura se dirigeait vers une destination inconnue et a peut-être accepté l'aide d'un co-voitureur pour continuer son trajet et aller vers sa destination », ajoutant qu'ils n'avaient découvert aucune preuve qu'un crime avait été commis. Ils rejettent également l'éventualité qu'un tueur en série soit impliqué dans les deux affaires.
Le 1er juillet, la police récupère les objets personnels de Maura qui étaient dans sa voiture afin d'effectuer des analyses et, le 13 juillet, une nouvelle battue est menée par plus de 100 personnes comprenant des bénévoles et des policiers de l'État. C'était la quatrième battue organisée, mais la première sans neige au sol, ce qui pour les autorités devait faciliter le repérage d'indices. Toutefois, les autorités avoueront que cette recherche n'avait rien donné de concluant.
Fin 2004, un homme remet un couteau rouillé ayant appartenu à son frère au père de Maura. Le frère vivait à moins de deux kilomètres de l'endroit où la voiture de Maura avait été découverte et il affirme que son frère et la petite amie de celui-ci ont agi étrangement après la disparition de Maura, et le frère de l'homme a prétendu qu'il croyait que le couteau avait été utilisé pour tuer Maura. Toutefois, les analyses effectuées sur le couteau ne donneront rien et la famille de l'homme qui avait remis le couteau contre-attaquera, arguant qu'il avait des antécédents de dépendance à la drogue et qu'il n'avait raconté cette histoire que pour toucher une récompense.
En 2005, le père de Maura demande l'aide de Craig Benson, le gouverneur du New Hampshire, pour retrouver sa fille.
Le 9 février 2005, le jour du premier anniversaire de la disparition de Maura, une marche a lieu où la voiture a été trouvée, et son père a rencontré brièvement le nouveau gouverneur du New Hampshire, John Lynch.
Fin 2005, Frederick Murray intente plusieurs réclamations contre diverses agences de sécurité afin d'avoir accès aux dossiers concernant la disparition de Maura.
Le 1er novembre 2005, un internaute nommé Tom Davies s'est connecté à un forum qui était dédié à la disparition de Maura, et a déclaré avoir vu un sac à dos noir derrière des toilettes à 48 kilomètres de Woodsville. Or, Maura avait un sac à dos noir le soir de sa disparition. Le procureur général adjoint, Jeffery Sterlzin, a déclaré qu'ils étaient au courant de l'existence de ce sac à dos, mais il n'a pas révélé si le sac avait été récupéré pour effectuer des analyses.

## Développements ultérieurs
En 2006, la New Hampshire League of Investigators composée de dix policiers retraités et la fondation Molly Bish ouvrent à leur tour une enquête sur la disparition de Maura. Tom Shamshak, ancien chef de la police et membre de l'association des détectives privés agréés du Massachusetts, déclare : « Il semble que cette affaire soit quelque chose qui dépasse le simple cas des personnes disparues, quelque chose de sinistre a dû arriver ».
En octobre 2006, des volontaires qui effectuaient une recherche de deux jours à quelques kilomètres de l'endroit où la voiture de Maura a été retrouvée, découvrent de possibles restes humains dans le placard d'une maison. Élément surprenant, la maison avait été la résidence de l'homme qui avait été dénoncé par son frère en 2004. Des échantillons de tapis de la maison seront envoyés aux laboratoires de la police du New Hampshire, mais les résultats des analyses ne seront jamais rendus publics.
En 2007, l'organisation Let's bring them home a offert une récompense de 75 000 dollars pour des informations qui pourraient résoudre le mystère de la disparition de Maura.
En juillet 2008, des bénévoles ont mené une autre recherche de deux jours dans des zones boisées à Haverhill. Le groupe se composait d'équipes cynophiles, et d'enquêteurs privés autorisés.
La disparition de Maura Murray aura été l'un des nombreux cas ayant motivé la création d'une unité spécialisée dans les affaires non résolues (les cold cases) au new Hampshire. Son cas a ensuite été affecté à l'unité des affaires non résolues créée plus tard la même année.
En 2010, Fred Murray a critiqué publiquement la police pour avoir traité la disparition de Maura comme une affaire de personnes disparues et non comme une affaire criminelle. Jeffery Strelzin a déclaré en février 2009 que l'enquête était toujours en cours : « Nous ne savons pas si Maura est une victime, mais l'État la considère comme un homicide potentiel, il peut s'agir d'une affaire de personnes disparues comme d'une enquête criminelle ».
Au début de l'année 2012, les internautes qui suivaient l'affaire ont attiré l'attention sur un Youtubeur dénommé Mr112dirtag qui postait une série de vidéos inquiétantes. Sur l'une d'elles, postée pour le huitième anniversaire de la disparition de Maura, on peut voir un homme rire tandis que Joyeux anniversaire s'affiche sur l'écran. Certains ont cru y voir des indices sur la disparition de Maura et ont alerté les autorités. Toutefois, la famille de la jeune femme et les criminologues ont rejeté l'idée qu'il pourrait y avoir un lien avec la disparition, les vidéos étant considérées comme un stratagème cruel et hideux pour attirer l'attention.
En 2014, dix ans après la disparition de Maura Murray, Jeffery Sterlzin déclare n'avoir reçu aucun témoignage crédible depuis sa disparition. Dans un entretien au New York Daily News, son père dit penser que Maura a été enlevée la nuit de sa disparition et qu'elle est morte.
Le 9 février 2017, Sterlzin écrit dans un courriel destiné au Boston Globe qu'il s'agissait « d'un dossier toujours ouvert, avec des périodes d'activité et d'inactivité et qu'il n'y avait aucun nouveau développement à partager pour le moment ».

## Dans la culture populaire
La disparition de Maura Murray a suscité beaucoup d'attention dans les médias et sur les forums de discussions internet où de nombreuses théories sont émises, allant de l'enlèvement à la disparition volontaire.
En 2017, la chaîne télévisée Oxygen consacre un documentaire à l'affaire, qualifiée de « premier mystère criminel de l'ère des médias sociaux », car elle a eu lieu quelques jours après le lancement de Facebook.
Le journaliste James Renner se passionna pour cette affaire et consacra un livre à ses recherches, True Crime Addict: How I Lost Myself in the Mysterious Disappearance of Maura Murray. Le livre a été traduit en français.
De nombreuses vidéos retraçant les investigations et émettant diverses hypothèses sur cette disparition sont visibles sur internet.